# جامندو
جامندو (انگلیسی: Jamendo) یک وبگاه موسیقی و همچنین انجمنی آزاد از هنرمندان و دوست‌داران موسیقی است. این وبگاه خود را، «بزرگترین سرویس اینترنتی جهان برای موسیقی رایگان» می‌داند.
جامندو در آغاز، موسیقی و آهنگ‌ها را بر پایهٔ مجوز کرییتیو کامنز منتشر می‌کرد، اما از اکتبر ۲۰۱۵، دیگر محتوای خود را با شعار «دارای مجوز کرییتیو کامنز» تبلیغ نمی‌کند، بلکه از عبارات «پخش رایگان آنلاین/دانلود رایگان» برای مصارف شخصی، استفاده می‌کند.
هدف این وبگاه مرتبط کردن هنرمندان و دوستداران موسیقی از سرتاسر جهان با یکدیگر و ایجاد یک انجمن جهانی از موسیقی مستقل است تا تجربیات خلاقانه و ارزش‌های این هنر ارتقا یابد.
مرکز این وبسایت در کشور لوکزامبورگ واقع است و ۳ میلیون عضو دارد.